# Thinlä Künčhub
Thinlä Künčhub (1948–1950) byl v tibetském buddhismu třináctým Žamar rinpočhem.

## Život
V důsledku nepříznivých karmických podmínek té doby žil maličký rinpočhe jen o něco déle než jeden rok a pak zemřel.